# ميكي فيلدز
ميكي فيلدز (بالإنجليزية: Mickey Fields)‏ هو عازف ساكسفون أمريكي، ولد في 1932 في توسون في الولايات المتحدة، وتوفي في 1995 في بالتيمور في الولايات المتحدة.

## وصلات خارجية
- ميكي فيلدز على موقع ميوزك برينز (الإنجليزية)